# Gelis balteatus
Gelis balteatus là một loài tò vò trong họ Ichneumonidae.